# ラサ工業
ラサ工業株式会社 (Rasa Industries, LTD) は、日本の化学メーカー。
社名は、1907年（明治40年）にラサ島（沖大東島）で肥料の原料となるリン鉱石を採掘したことに由来する。リン鉱石の採掘が行われなくなった現在でも沖大東島全体がラサ工業の私有地となっている。化学肥料を軸に鉱山・非鉄金属製錬、石炭採掘、化学事業（硫酸・リン化合物製造）、鉱山・工業機械製造と有機的な複合事業を行っていた。ラサ島の他に、岩手県田老鉱山、宮崎県見立鉱山、熊本県三陽鉱山、山形県田川炭鉱、北海道白糠炭鉱などを所有・経営していた。また、戦前には沖縄県の慶良間諸島屋嘉比島および久場島で慶良鉱山（銅）を、南沙諸島（スプラトリー諸島、当時は「新南群島」と呼称）で燐鉱採掘をおこなっていた他、鯛生金山を経営していた鯛生産業と合併した関係から大分県や鹿児島県（布計鉱山など）に金山を複数所有していた時期もあった。
現在は祖業である肥料・鉱山・製錬・硫酸事業からは撤退しており、化成品、機械、電子材料を軸として事業を展開している。シリコンウェハー再生事業では世界的な大手メーカーであったが、2010年度末をもって同事業から撤退した。
なお、ラサ商事は同社の商社部門子会社として設立されたが、のちに大平洋金属系となり、現在は独立系の商社となっている（ラサ工業・大平洋金属との取引関係は続いている）。

## 沿革
- 1907年（明治40年）
  - 恒藤規隆、ラサ島（沖大東島）に調査隊を派遣。リン鉱石を持ち帰る[2]。
- 1910年（明治43年）
  - 10月1日 - 恒藤規隆、ラサ島開拓のため九鬼紋七らとともに日本産業商会を設立[3]。
  - 11月18日 - 技師の池田良介を含む、2度目の調査隊が鹿児島より出港。
- 1911年（明治44年）
  - 2月28日 - 恒藤規隆、ラサ島燐礦（りんこう）合資會社を設立[4]。
  - 4月22日 - 恒藤規隆がラサ島に初上陸[4]。
  - 5月1日 - ラサ島鉱業所設立[5]。
- 1913年（大正2年）
  - 5月1日 - ラサ島燐礦株式會社設立[6]。
- 1918年（大正7年） - 1919年（大正8年）
  - 初めて南沙諸島の調査を行う。1921年、「新南群島」と命名し長島（イツアバ島）に出張所を開設するが、1929年4月撤退[7][注釈 1]。
- 1920年（大正9年）
  - 5月 - 大阪晒粉株式会社を吸収合併し、大阪工場にて過リン酸石灰の製造を開始する[6]。
- 1934年（昭和9年）
  - 3月 - 社名をラサ工業株式会社と改称[6]。
- 1936年（昭和10年）
  - 11月 - 田老鉱業所開設[6]。
- 1937年（昭和12年）
  - 4月16日 - 沖大東島の払下げを受ける[9]。
- 1941年（昭和16年）
  - 9月 - 鯛生産業株式会社（大分県で鯛生金山を経営）と合併[6]。社名も同社に変更。
- 1944年（昭和19年）
  - 鯛生金山など保有する金山をすべて国策の鉱山会社・帝国鉱業開発株式会社に譲渡。
社名を東亜鉱工株式会社に変更。
  - ラサ島鉱業所閉鎖[9]。
- 1949年（昭和24年）
  - 社名をラサ工業に戻す[10]。
- 1959年（昭和34年）
  - 系列下にあった東洋鉱山株式会社を吸収合併。同社の見立鉱山、大峰鉱山（岩手県）、大分製錬所を取得。
- 1971年（昭和46年）
  - 12月  - 鉱山事業より撤退[6]。
- 1973年（昭和48年）
  - 10月 - 沖大東島の所有権が再確認される[11][注釈 2]。
- 1983年（昭和58年）
  - 4月 - 肥料部門をコープケミカルに営業譲渡[6][13]。
- 1984年（昭和59年）
  - 1月 - 大阪工場でシリコンウェハー再生事業に着手[6]。
- 2010年（平成22年）
  - 1月 - 日本シーアールアイ株式会社を吸収合併、NCRI営業部設置[6]。
  - 12月 - シリコンウェハー再生事業より撤退[6]。

## 工場
- 宮古工場（岩手県宮古市）
- 三本木工場（宮城県大崎市）
- 仙台工場（宮城県岩沼市）
- 伊勢崎工場（群馬県伊勢崎市）
- 野田工場（千葉県野田市）
- 大阪工場（大阪市大正区）
- 羽犬塚工場（福岡県筑後市）

## 関連会社

### 国内
- 株式会社東北ラサ機械製作所
- ラサ晃栄株式会社
- ラサ建設工業株式会社
- ラサスティール株式会社

### 海外
- RASA ELECTRONICS,INC.
- 理盛精密科技股份有限公司

### かつての子会社
- ラサ商事株式会社 ‐ 前述のとおり、現在は独立系である。
- ラサ興発株式会社 ‐ 此花区でラサ・スポーツセンターを運営していた（1984年3月閉鎖）。

## 関連項目

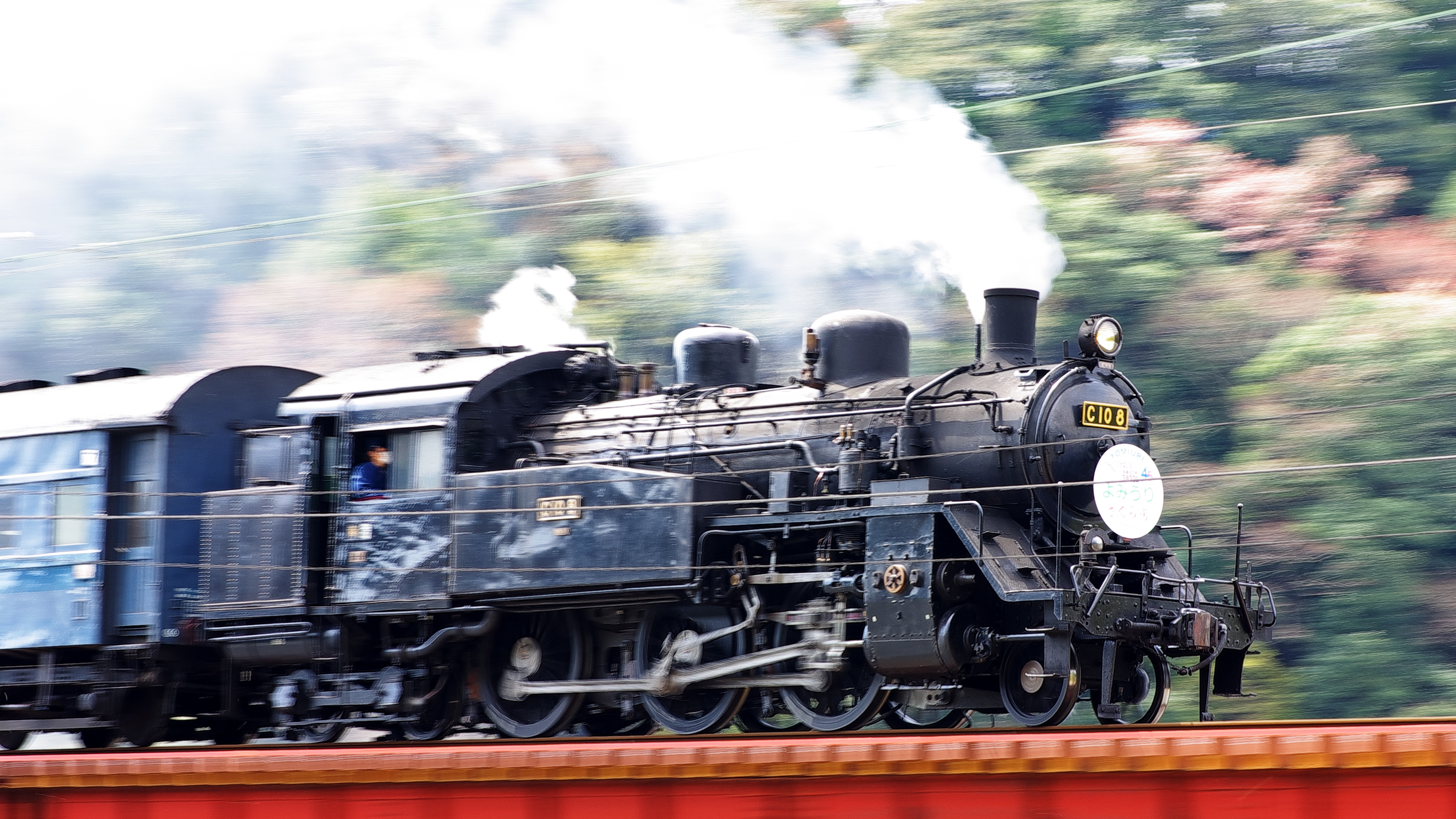
かつては宮古工場にあり、現在は大井川鐵道で運用されているC10形蒸気機関車8号機